# モレアス専制公領

モレアス専制公領
Δεσποτάτο του Μορέως

モレアス専制公国の版図、1450年

モレアス専制公領（モレアスせんせいこうりょう、Δεσποτάτο του Μορέως）は、東ローマ帝国パレオロゴス王朝時代の地方行政単位で、ギリシア南部、ペロポニソス半島に設置された。行政府が置かれた都市名をとってミストラス専制公領 (Δεσποτάτο του Μυστρά) という呼称も用いられている。あるいはモレアス専制公国とも。

## 名称と概要
「モレアス専制公領」という名称は当時の正式名称ではなく、後代の研究者によって付けられたものである。当時の公式の行政区分については不分明な点が多いが、「ペロポニソス半島」 (Πελοπόννησος) ないしは「ペロプスの半島」 (Πελόπος νήσος) という記録がある（「島」「半島」という地理的な概念が後期の東ローマ帝国に於いてはそのまま行政区分として用いられる事がしばしばあった）。
「モレアス」 (Μορέας, Μωρέας / Moreas) という言葉は13世紀以降、半島の形状が「桑の葉」（モレア、Μορέα, Μωρέα）に似ているところから名付けられたギリシア口語表現である。十字軍と共にやってきた西欧人はギリシア人が話すこの言葉の対格形「モレア」を主格と聞き違え、自らの言語に採り入れて「モレア」 (Morea) とした。西欧の文献並びにそれを採り入れた日本語文献の多くでこの名称が用いられているのは、こうした経緯によるものである。これは、「ミストラス」 (Μυζηθράς, Μυστράς / Mystras) と「ミストラ」 (Mistra) についても同様である。また上に述べたように、古代から続く名称であるペロポニソスという言葉もそのまま行政の用語として残り、二つの名称が平行して用いられる状況が生まれる事になった。
いわゆる「専制公領」 (Δεσποτάτο) と呼ばれる行政機構の基本的な特徴としては専制公 (δεσπότης) 称号を持つ皇族（皇帝の弟、年少の息子）が行政・軍事・司法の全権を以て統治に当たる形態を取っている点にある。爵位である専制公称号は終身の保有資格であり、全権行政官としての専制公の任期も基本的に終身であるが世襲ではない。

## 歴史

### 専制公領成立以前
ローマ帝国の東西分裂 (395年) に際して東ローマ帝国の一部となったペロポニソス半島は、6世紀にスラヴ人の侵入を受け、その大半を占拠されてしまう。コリンソス、スパルタ人が移り住んだモネンヴァシアなど、僅かに半島東部の沿岸地帯のみがギリシア系住民の手に留まり、セマ・エラス（7世紀末創設）に組み込まれて東ローマ支配再建の拠点となっていく。スラヴ人の征服と同化は10世紀にはほぼ完了し、半島はセマ・エラスから分割されてセマ・ペロポニソスという独立の行政区分を形成する事となった。しかし、タイゲトス山脈に居住するメリング族、半島南部に居住するエゼレト族など、一部のスラヴ部族は同化されることなく存続していた。
ペロポニソス半島は東ローマ帝国の首都であるコンスタンティノポリスから遠隔の地域であった事もあって、帝国の中央権力の統制があまり強く及ばず、大土地所有者が大きな勢力を持った。帝国の支配権が揺らぎ始めた12世紀後半にアルゴスを拠点に台頭したレオン・スグロスのような半独立の君主も、こうした有力者の出身であると思われる。
第4回十字軍（1204年）の結果、東ローマ帝国は一時的に解体されて、その旧領土にはラテン帝国が建設された。各地は十字軍士が事前の協定に基づいてそれぞれに領地として受け取る事になったが、ペロポニソス半島はフランス・ブルゴーニュの騎士ギヨーム1世・ド・シャンリットとシャンパーニュの騎士ジョフロワ1世・ド・ヴィルアルドゥアンに与えられた。彼らはアカイア公国を建国し（1205年）、スグロスら在地有力者の抵抗を排除して半島を征服していった。

### 専制公領の成立
第四代アカイア公ギヨーム2世・ド・ヴィルアルドゥアン（在位1246年 - 1278年）は、1248年に長らく抵抗を続けていたモネンヴァシア市を征服して半島全土の征服を完了し、また翌1249年にはタイゲトス山脈に新たな居城ミストラスを築城するなどアカイア公国の最盛期を演出した。しかし彼はイピロス専制公国とホーエンシュタウフェン朝のシチリア王マンフレーディ（マンフレート・フォン・ホーエンシュタウフェン）の反ニケア帝国同盟に参加し、ペラゴニアの戦い（1259年）でこれに挑むも敗北し自ら捕虜となってしまう。ギヨームはコンスタンティノポリスを奪回し東ローマ帝国を再建したミハイル8世パレオロゴス帝に自領の内、ミストラス、モネンヴァシア、「大マニ城」、ゲラキの四要塞を割譲する事で漸く釈放された（1262年）。この時獲得した四要塞が再建された東ローマ帝国領ペロポニソスの出発点であり、後のモレアス専制公領もこれを土台として創設されたのである。
辺境の飛び地領土となったペロポニソス半島には皇帝より首長（ケファリ）と呼ばれる軍政官が派遣されて統治に当たった。彼らは日常の行政と、アカイア公国などラテン勢力との戦いに於ける軍指揮の全権を掌握していた。行政府の所在地は当初モネンヴァシアに置かれ、ついでミストラスに移動した。首長は初期、任期一年で毎年任命されていたが、1308年頃から不定期の任期に切り替えられ、就任する人員もパレオロゴス家に近縁の有力者が占めるようになっていった。また、領土の拡大に伴い首長単独での統治は困難になり、より小さい区分の行政・軍事を担当する「局地首長」（メリキ・ケファリ）がその下部組織として創設・任命された。従前の全権軍政官は「全域首長」（カソリキ・ケファリ）としてこれと区別される事になった。
内乱の末に即位した皇帝ヨアニス6世カンダクジノス（1347年 - 1354年）は、国内の分裂を抑え、セルビアなど外国勢力によって侵食される領土を保全する為に帝国の地方行政職を自分の親族で固める方針を採った。ヨアニス6世の次子マヌイル・カンダクジノス専制公は1349年にペロポニソス半島に派遣され、ここにモレアス専制公領が成立する事になった。この時、専制公、尊厳公（セヴァストクラトル）の爵位を与えられて地方領土に派遣された皇族はマヌイルの他にもおり、既に縮小した帝国とはいえ各地に「専制公領」が成立した。しかしその大半は短命ないし一時的なもので終わったのに対し、モレアス専制公領だけは永続的な制度として定着する事になった。

### モレアス専制公領の発展

#### 安定期
初代専制公マヌイル・カンダクジノス（1349年 - 1380年）は内憂外患によって荒廃していた半島に秩序をもたらし、帝国の支配を実質的に再建する事に成功した。現在世界遺産として知られるミストラスが都市として発展するようになるのもこの時代からである。彼はミストラスに常設的な行政府として宮殿を建設し、いくつかの聖堂の建立を支援した。また、この頃からうち続くラテン勢力との紛争を逃れてきた人々により増加した人口に対応するべく、城壁を新設して市域を拡張するなどの政策を次々に打ち出している。
マヌイルの死後、退位皇帝として隠退していた兄マテオスが専制公の職権を引き継いだ。これはコンスタンティノポリスの皇帝ヨアニス5世パレオロゴス（1341年 - 1391年）の許から新専制公セオドロス1世パレオロゴスが派遣されてくるまでの代行職であった。しかし、マテオスの息子ディミトリオス・カンダクジノスはセオドロスの派遣に反対し、父の死後自らが専制公領を世襲すべく武力でこれに対抗した（1383年 - 1384年）。しかしディミトリオスは間もなく急死し、セオドロスが専制公として就任した。以後、全てのモレアス専制公はパレオロゴス家の出身者で占められる事になる。
セオドロス1世パレオロゴスはマヌイル・カンダクジノスの政策を引き継いで内政の整備に努め、当時流行したペストによる人口減に対応すべくアルバニア人を組織的に入植させるなどして国力の充実を図った。最大の障壁は反抗的な土着有力者勢力で、セオドロスは彼らへの対処に手を焼く事になった。また、対外的にはバルカン半島に著しく勢力を拡大してきたオスマン帝国の脅威にさらされ、1394年、1397年と二度にわたって侵攻を受け、専制公領は存続の危機に立たされた。
アンカラの戦い（1402年）に於けるオスマン帝国の敗退と解体は東ローマ帝国にとっては一つの安定期をもたらした。マヌイル2世パレオロゴス帝（1391年 - 1425年）は弟セオドロス1世の死後、次子セオドロス2世パレオロゴスを専制公として派遣した。1415年には自らこの地を訪問し、半島の入り口であるコリンソス地峡をまたぐエクサミリオン城塞を建設して防備を固めるなど、専制公領の内政整備に努めた。

#### 統治体制の移行
セオドロス2世の隠退と修道院入りの問題を期に専制公領は単独の専制公ではなく、複数の専制公による共同統治の体制に移行した（1428年）。この時に就任したコンスタンディノス（後の皇帝コンスタンディノス11世パレオロゴス）によって、モレアス専制公領は大きく発展を遂げる。彼は同じく共同統治者に就任した末弟ソマスと協力してアカイア公国他ラテン勢力との戦いを有利に進め、1429年にパトラを占領し、翌1430年にはアカイア公国の全土を併合した。これによって、点在するヴェネツィア人の拠点を除く半島全土が東ローマ・ギリシア人の手に戻り、「中世ヘレニズム」の一つの極点を示す事となった。
モレアス専制公領の政治的発展は、同時に文化的発展ももたらした。その中心はミストラスで、ペリヴレプトス修道院、パンダナサ修道院など多数の聖堂・修道院が建てられ、その内部は時代を代表する写実的な画風のフレスコ画で飾られた。文学・哲学などの学芸も発展した。政治的にはオスマン帝国に従属し包囲に揺れるコンスタンティノポリスの閉塞的な状況を嫌って多くの学者がミストラスに移住し、学芸の発展を刺激した。その代表がゲオルギオス・ゲミストス・プリソン（1360年頃 - 1452年）で、彼はプラトン哲学を研究する内に古代ギリシアを再発見し、東ローマ帝国の再建を「ギリシア民族の再生」によって達成すべきとの結論に至った。彼は『マヌイル2世パレオロゴス帝宛、ペロポニソスに於ける国政に関する建白書』などの著作を著して皇帝、専制公などの為政者に社会改革を説いたが、多くは採用されず一部が実行に移されたのみであった。また彼の思想はあまりにも急進的で、異教的であったという事で教会当局から著作を焚書処分にされたりもしている。しかし、彼のような人物の活動を許す、ある種自由な気風がミストラスにはあり、それがここをコンスタンティノポリス、セサロニキと並ぶ、或いは凌ぐ「パレオロゴス朝ルネサンス」の中心地たらしめていた事も確かである。
モレアス専制公領の発展は後期東ローマ帝国に於けるギリシア的傾向「民族意識」の顕著な発露と考えられている。実際、ペロポニソス半島には、スラヴ人との同化を免れたかその影響が低く、帝国の他地域と比べてもギリシア的意識や習慣の強かった地域がごく一部ながら存在していたとみられる。一方で、半島全体としては多民族混淆の状態にあり、ギリシア人（ペロポニソス人）に加えて、イタリア人、スラヴ人、アルバニア人、ロマ、ユダヤ人が居住していたとの記録もある。特にアルバニア人は専制公によって政策的に相当数の移民が為され、社会的貢献と影響力の点で大きなものがあった。従って、専制公領時代のペロポニソス半島には、若干のギリシア「民族主義」的傾向と、多民族社会という二面性が存在していたといえる。

#### コンスタンディノスの治世
1443年、兄セオドロス2世に変わってミストラスの専制公となったコンスタンディノスは、東ローマ帝国復興の為に更に野心的な計画に着手する。北方で結成された対オスマン連合、ヴァルナ十字軍に呼応する形でギリシア本土への侵攻作戦を開始したコンスタンディノスはオスマン帝国の属国であったアテネ公国を服属させてアッティカ地方を支配下に入れ、更にはセサリア南部にまで勢力を拡大する事に成功した。しかし北方の十字軍がヴァルナの戦い（1444年）で壊滅的敗北を被ると、この遠征計画も中止され、専制公軍は半島に撤収した。1446年11月、オスマン帝国のスルタン・ムラト2世（1421年 - 1451年）はアテネ公国への侵攻の報復としてペロポニソス侵攻を行い、エクサミリオンを破壊して半島北部を蹂躙した。コンスタンディノスは和平を結びオスマンに従属する事を余儀なくされた。この遠征計画は、半島全土の統一と並ぶ専制公領史の極点であると同時に、当時の東ローマ帝国・モレアス専制公領の持つ力の限界を示していたとも言える。

#### 滅亡
1448年10月、皇帝ヨアニス8世パレオロゴス（1425年 - 1448年）が死去し、若干の混乱の後コンスタンディノスが皇帝に選出された。彼は翌1449年1月にミストラスで皇帝として戴冠し、コンスタンティノポリスに去った。
コンスタンディノスの後任には弟のディミトリオス・パレオロゴスとソマス両専制公が就任し、共同統治体制が取られた。両者は個人的に不仲である上、ディミトリオスが親トルコ・東西教会合同反対派であり、ソマスが親ラテン・合同賛成派であった為、両者は宗教的にも外交的にも対立する事になった。しかし初期はオスマン帝国の脅威が迫っていた事もあり、一応の協調も見られた。1453年初頭、メフメト2世（1451年 - 1481年）によってコンスタンティノポリス包囲戦の前段階として送り込まれたオスマン遠征軍は両専制公の共同作戦によって撃退されている。
コンスタンティノポリスの陥落・東ローマ帝国の滅亡（1453年）後、モレアス専制公領は唯一の残存領土として位置づけられる事になるが、かつてのニカイア帝国のような発展を示す事は出来なかった。上に述べた両専制公の対立も一つの要因であるが、内的には土着有力者やアルバニア人など領内部族の離反的傾向もこれに拍車をかけ、更に外部勢力であるヴェネツィア共和国、オスマン帝国がこれに干渉し、専制公領を揺さぶる事となった。
アルバニア人の反乱（1453年秋）、オスマン軍の侵攻（1458年）に引き続く混乱の中で、ソマスは配下の有力者に押し切られる形でディミトリオスに宣戦布告し、泥沼の争いが展開された。この状況を見たメフメト2世は自ら遠征を行い、1460年5月29日、コンスタンティノポリス陥落の7年後にミストラスを占領した。ディミトリオスはオスマン帝国に服属して所領を受け取り、ソマスはコルフ島を経てイタリアに亡命した。同年夏までにモネンヴァシアなどを除く半島のほぼ全土がオスマン帝国に併合され、モレアス専制公領は滅亡した。専制公領の滅亡をよしとしないギリシア人の一部はマニなどの山岳に撤退したり、ヴェネツィア共和国の配下でギリシア人軍団を編成するなどしてオスマン帝国との戦いを続ける事となった。

## 専制公一覧（Δεσπότες）
- マヌイル・カンダクジノス（Μανουήλ Καντακουζηνός） 1349年 - 1380年
- マテオス・カンダクジノス（Ματθαίος Καντακουζηνός） 1380年 - 1383年 （統治職代行）
- ディミトリオス・カンダクジノス（Δημήτριος Α Καντακουζηνός） 1383年 - 1384年 （尊厳公、対立統治者）
- セオドロス1世パレオロゴス（Θεόδωρος Α Παλαιολόγος） 1382年 - 1407年
- セオドロス2世パレオロゴス（Θεόδωρος Β Παλαιολόγος） 1407年 - 1443年 （1428年まで単独統治、それ以降共同統治）
- コンスタンディノス・パレオロゴス（Κωνσταντίνος Παλαιολόγος） 1428年 - 1448年 （共同統治者、1443年よりミストラスにて統治）
- ソマス・パレオロゴス（Θωμάς Παλαιολόγος） 1428年 - 1460年 （共同統治者、1430年専制公就任、1448年までグラレンツァにて、1449年よりパトラにて統治）
- ディミトリオス・パレオロゴス（Δημήτριος Β Παλαιολόγος） 1449年 - 1460年 （共同統治者）

一覧の作成に関しては、
"Δεσποτάτο του Μυστρά"の一覧を参照。この一覧に於いては、ディミトリオス・カンダクジノスを同名の1世、ディミトリオス・パレオロゴスを2世として表記している。また、アンドロニコス2世パレオロゴス帝の息子でセサロニキを統治した専制公ディミトリオス・パレオロゴス（在職1327年 - 1328年頃）を「専制公ディミトリオス1世」とする考え方もある。